# C. Robert Kehler

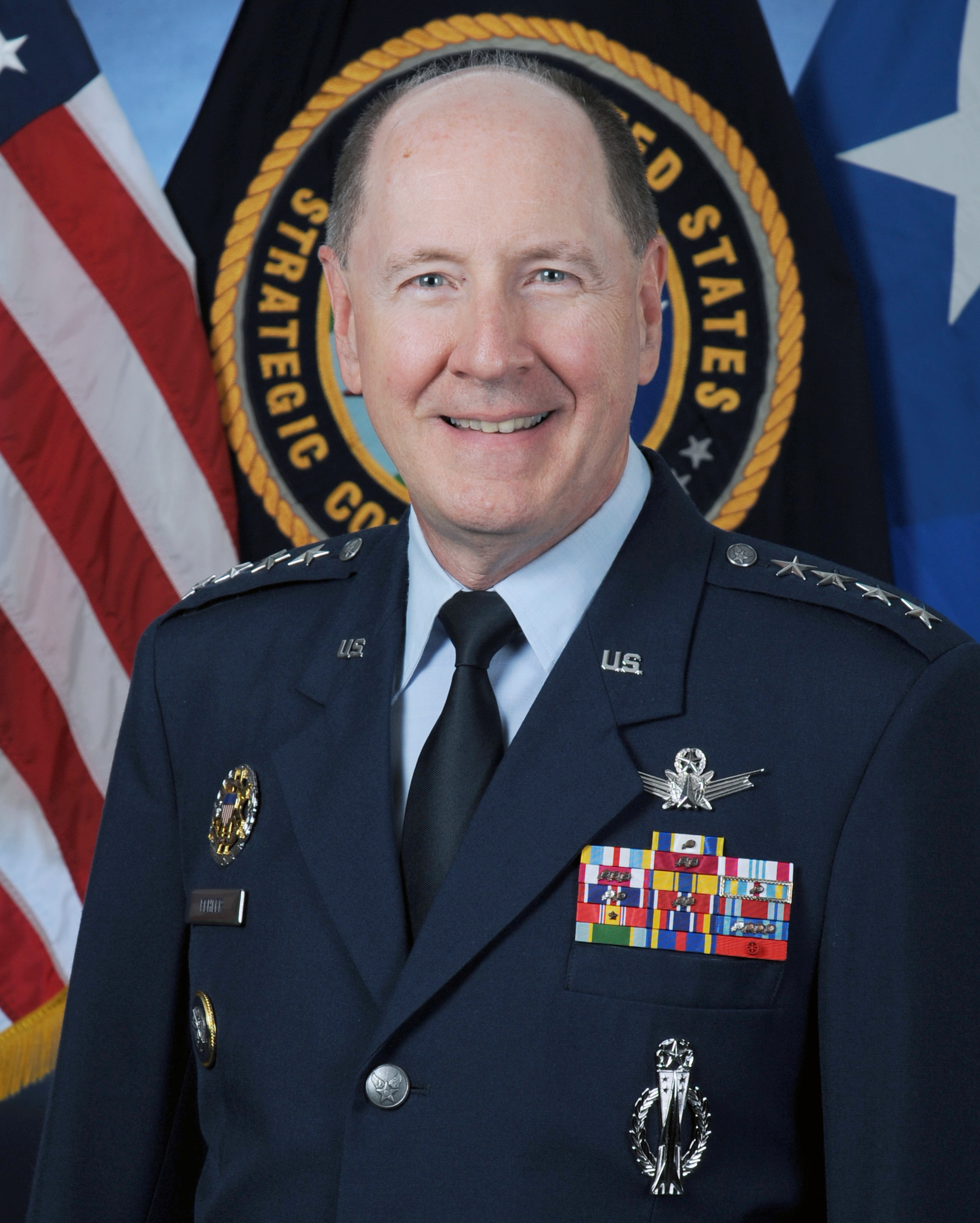
Robert Kehler (2013)

Claude Robert "Bob" Kehler (* 7. April 1952 in Danville, Pennsylvania) ist ein ehemaliger General der United States Air Force (USAF). Kehler war vom 28. Januar 2011 bis zum 15. November 2013 Oberbefehlshaber des U.S. Strategic Command (USSTRATCOM), einem teilstreitkraftübergreifenden Funktionalkommando der Streitkräfte der Vereinigten Staaten mit Sitz auf der Offutt Air Force Base, Nebraska. Zuvor kommandierte er zwischen Oktober 2007 und Januar 2011 als Befehlshaber des Air Force Space Command (AFSPC) eines der Hauptkommandos der USAF.

## Ausbildung und Karriere
Kehler wuchs in Pennsylvania auf, wo er die Shamokin Area High School in Coal Township besuchte und anschließend ein Studium an der Pennsylvania State University absolvierte, das er 1974 mit einem Bachelor in Pädagogik abschloss. Während seiner Zeit an der Universität durchlief er ein Ausbildungsprogramm des Reserve Officer Training Corps und trat im April 1975 der Air Force bei, wo er als Mitglied einer Missile Combat Crew für verschiedene Typen von Interkontinentalraketen verantwortlich und in diesem Bereich bis in die beginnenden 1980er-Jahre neben anderen Aufgaben auch als Ausbilder tätig war.
Kehlers weitere Ausbildung umfasst unter anderem Masterabschlüsse in Public Administration (University of Oklahoma, 1987) und National Security and Strategic Studies (Naval War College, 1995).

## Dienst im Generalsrang

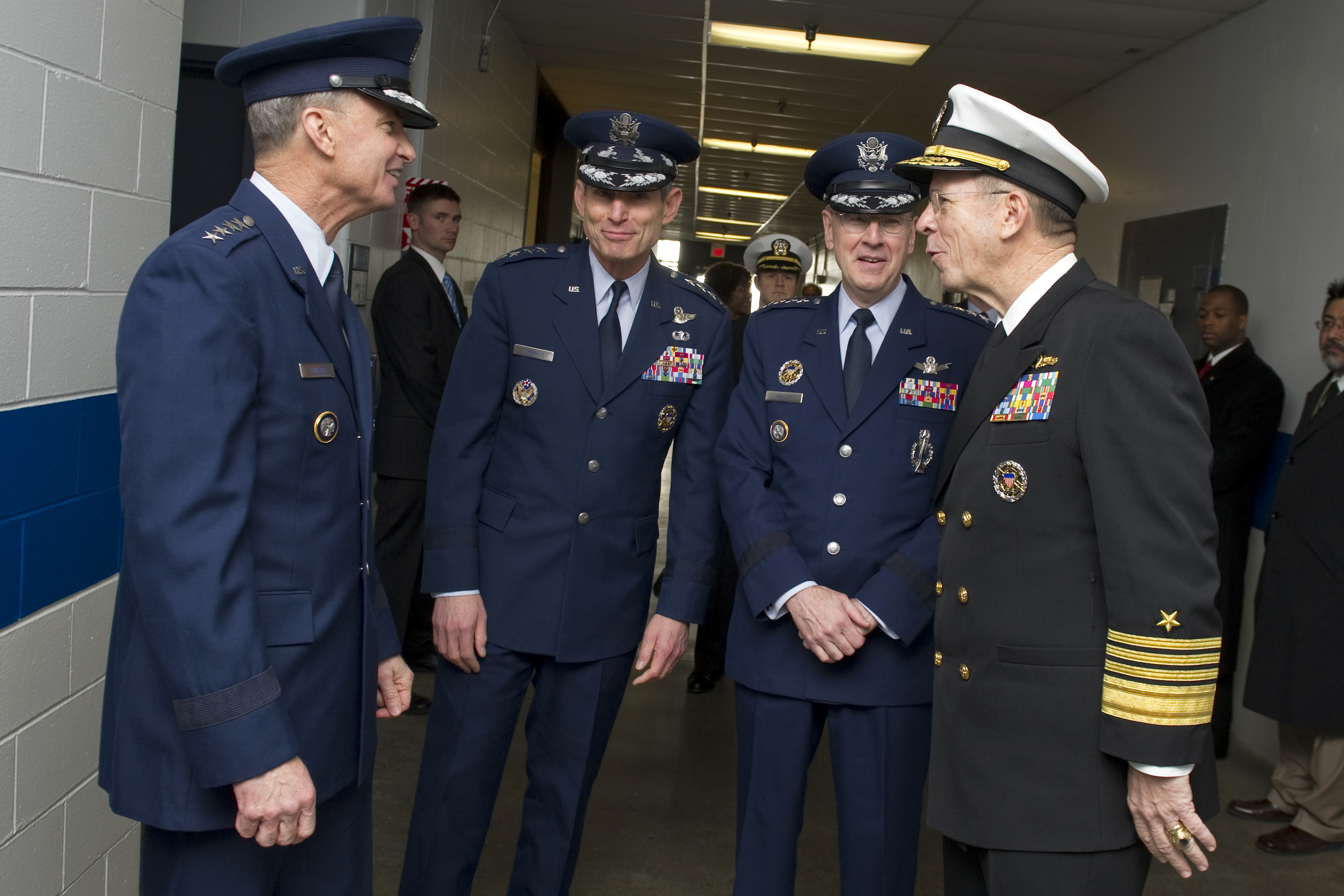
Kehler (2. v. r.) vor der Kommandoübergabe am USSTRATCOM am 28. Januar 2011 mit den Generalen Kevin Chilton und Norton Schwartz, CSAF, sowie Admiral Michael Mullen, CJCS (v. l.)

Im Juli 2000 wurde Kehler zum Brigadegeneral befördert und kommandierte von August desselben Jahres an den 21st Space Wing auf der Peterson Air Force Base, Colorado, bevor er im Mai 2002 als Director, National Security Space Integration in den Stab des stellvertretenden Secretary of the Air Force nach Washington, D.C. versetzt wurde, wo er bis Mai 2005 Dienst tat, von August 2003 an im Range eines Generalmajors.
Im Anschluss folgte eine Verwendung beim USSTRATCOM, wo er unter Beförderung zum Generalleutnant von Mai 2005 an als Stellvertreter des damaligen Oberbefehlshabers General James Cartwright diente. Als dieser im August 2007 den Posten des stellvertretenden Vorsitzenden des Vereinigten Generalstabs antrat, leitete Kehler das USSTRATCOM für rund zwei Monate übergangsweise, übergab das Kommando dann aber an Kevin Chilton, der zuvor das AFSPC befehligt hatte. Kehler selbst war bereits im Juli für die Nachfolge von Chilton als Befehlshaber des AFSPC nominiert worden und übernahm diesen Posten unter Beförderung zum General schließlich im Oktober.
Am 28. Juni 2011 übernahm Kehler den Oberbefehl über das USSTRATCOM, wo er wiederum Kevin Chilton nachfolgte, der seinerseits in den Ruhestand trat. Das Kommando über das AFSPC hatte Kehler kurz zuvor an William Shelton abgegeben.
Zum 1. Januar 2014 schied Kehler aus dem aktiven Dienst aus, sein Nachfolger am USSTRATCOM wurde Admiral Cecil D. Haney.

## Beförderungen
| Rang               | Datum            |
| ------------------ | ---------------- |
| Second Lieutenant  | 10. April 1975   |
| First Lieutenant   | 10. April 1977   |
| Captain            | 10. April 1979   |
| Major              | 1. Mai 1985      |
| Lieutenant Colonel | 1. Juni 1989     |
| Colonel            | 1. Februar 1994  |
| Brigadier General  | 1. Juli 2000     |
| Major General      | 10. August 2003  |
| Lieutenant General | 1. Juni 2005     |
| General            | 12. Oktober 2007 |

## Auszeichnungen
Auswahl der Dekorationen, sortiert in Anlehnung an die Order of Precedence of Military Awards:
- Defense Distinguished Service Medal
- Air Force Distinguished Service Medal mit Eichenlaub
- Legion of Merit mit zweifachem Eichenlaub
- Defense Meritorious Service Medal
- Meritorious Service Medal mit dreifachem Eichenlaub
- Air Force Commendation Medal mit Eichenlaub
- Joint Meritorious Unit Award mit Eichenlaub
- Air Force Outstanding Unit Award mit zweifachem Eichenlaub
- Organizational Excellence Award mit zweifachem Eichenlaub
- Combat Readiness Medal
- National Defense Service Medal mit bronzenem Stern
- Global War on Terrorism Service Medal
- Offizier der  französischen Ehrenlegion